# Championnats de France d'athlétisme 1948
Navigation
Championnats 1947 Championnats 1949
Les Championnats de France d'athlétisme 1948 ont eu lieu les 10 et 11 juillet 1948 au Stade Jean-Bouin de Paris. 

## Palmarès
| Discipline        | Hommes              | Hommes        | Femmes               | Femmes       |
| ----------------- | ------------------- | ------------- | -------------------- | ------------ |
| 60 m              | -                   | -             | Micheline Ostermeyer | 8 s 0        |
| 100 m             | Julien Le Bas       | 11 s 0        | Jeanine Journeaux    | 12 s 5       |
| 200 m             | Julien Le Bas       | 22 s 1        | Liliane Sprecher     | 26 s 1       |
| 400 m             | Jacques Lunis       | 48 s 4        | -                    | -            |
| 800 m             | Marcel Hansenne     | 1 min 49 s 9  | Francine Maignan     | 2 min 23 s 7 |
| 1 500 m           | Henri Klein         | 3 min 52 s 8  | -                    | -            |
| 5 000 m           | Jacques Vernier     | 14 min 35 s 8 | -                    | -            |
| 10 000 m          | André Paris         | 31 min 2 s 2  | -                    | -            |
| 80 m haies        | -                   | -             | Yvette Monginou      | 11 s 9       |
| 110 m haies       | André-Jacques Marie | 14 s 7        | -                    | -            |
| 400 m haies       | Jean-Claude Arifon  | 53 s 1        | -                    | -            |
| 3 000 m steeple   | Raphaël Pujazon     | 9 min 8 s 6   | -                    | -            |
| 10 000 m marche   | Émile Maggi         | 45 min 10 s 8 | -                    | -            |
| Saut en longueur  | Michel Siméon       | 6,96 m        | Marguerite Martel    | 5,22 m       |
| Triple saut       | Charles Épalle      | 14,45 m       | -                    | -            |
| Saut en hauteur   | Georges Damitio     | 1,93 m        | Anne-Marie Colchen   | 1,50 m       |
| Saut à la perche  | Victor Sillon       | 4,00 m        | -                    | -            |
| Lancer du poids   | François Lapicque   | 14,34 m       | Micheline Ostermeyer | 13,31 m      |
| Lancer du disque  | Raymond Kirstetter  | 44,43 m       | Paulette Veste       | 40,95 m      |
| Lancer du marteau | Pierre Legrain      | 49,00 m       | -                    | -            |
| Lancer du javelot | Raymond Tissot      | 59,92 m       | Evelyne Pinard       | 35,92 m      |
| Décathlon         | Ignace Heinrich     | 6 687 pts     | -                    | -            |